# 维森奥厄
维森奥厄（德語：Wiesenaue）是德国勃兰登堡州的一个市镇，隶属于哈弗尔兰县。总面积为46.94平方千米，截至2020年总人口为776人。